# سیارک ۴۰۷۱
سیارک ۴۰۷۱ (به انگلیسی: 4071 Rostovdon، نامگذاری:1981RD2) چهار هزار و هفتاد و یکمین سیارک کشف شده‌است که در ۷ سپتامبر ۱۹۸۱ کشف شد.
قدر مطلق سیارک برابر ۱۲٫۱۰ است.